# Oscar Naters
Oscar Naters (Callao, 1957) es un director escénico, coreógrafo, artista visual y performer peruano. Es el fundador y director de Integro, un grupo pionero en el arte escénico interdisciplinario peruano que trabaja a partir de una mirada crítica de la sociedad contemporánea. En el año 2011, este proyecto fue reconocido por el Ministerio de Cultura como "Personalidad Meritoria de la Cultura" debido a su trayectoria profesional y por su contribución a la recuperación de los valores tradicionales.

## Formación
Oscar Naters se formó, entre 1976 y 1981, a través de una beca de educación superior en Rumania —en el contexto del gobierno militar de Francisco Morales Bermúdez—. El primer año en ese país, se instala en la ciudad de Cluj, Transilvania, para estudiar el idioma rumano y, posteriormente, gestiona con el embajador del Perú su traslado al Instituto de Artes Plásticas "Nicolae Grigorescu" en donde estudia la carrera de pintura. Años más tarde, en 1988, obtiene una beca de formación en coreografía en la American Dance Festival de la Universidad de Duke, en Carolina del Norte. Por esa misma época, entre 1988 y 1989, decide formarse en cine con el director Armando Robles Godoy. Además de su formación en coreografía, llevó en paralelo un curso de vídeo danza. Años más tarde, trabajó con su compañera de proyecto, Ana Zavala, en la Universidad Nacional Autónoma de México (UNAM).

## Trayectoria profesional
Luego de sus estudios en Rumania y habiendo enriquecido su formación estética como pintor, regresa a Lima y a los 24 años de edad forma la compañía artística "Integro" en el año 1984.Como director y líder de su propio proyecto, empieza a trabajar teniendo en mente temáticas y elementos formales propios de la plástica, e influenciado por el ensayo teórico de Wassily Kandinsky, De lo espiritual en el arte. El proyecto se materializa desde la conjunción de un grupo de personas con ganas de experimentar y desafiar la manera tradicional de practicar la danza en el Perú, con el objetivo de proponer puestas en escena con un código de expresión propio. Esta exploraciones de corte abstracto, iban de la mano con temas que abordaban problemáticas sociales y políticas, en un periodo particularmente duro, como lo fue el conflicto armado interno en el Perú.
Desde sus inicios, ante la imposibilidad de poder contar con un local estable para sus presentaciones, estableció en la compañía una manera de trabajar nómada y adaptable, lo que, con el tiempo, derivó en una decisión unánime de no trabajar en locales estables o institucionales y optar, en cambio, por espacios alternativos. Su producción se centró en performances híbridas que surgen de la fusión, de la tensión, del contraste y de la invención de rituales inspirados en el conocimiento, tanto de las antiguas como de las nuevas migraciones culturales. Asimismo, Naters, a partir de Integro, asumió un compromiso con la investigación y el análisis detallado de la cultura, las artes y la mitología indígena, así como por la sabiduría de la medicina tradicional o shamánica. Su enfoque combina estos elementos con ideas y estilos contemporáneos, integrándolos de manera audaz y respetuosa, en un proceso que equilibra lo posmoderno con lo ancestral, tanto en la conceptualización como en la ejecución.
A lo largo de las últimas cuatro décadas, la obra de Integro ha desafiado las fronteras tradicionales entre las disciplinas artísticas, dando origen a espectáculos multimediáticos diseñados para impactar principalmente los sentidos del espectador, dándole prioridad a la experiencia sensorial.

## Reconocimientos
En el año 1988, Oscar Naters recibe el Premio Nacional de Coreografía y en 1992 el Premio “Espacio” a la mejor obra del año, concedida por la Red Latinoamericana de Productores de Arte Contemporáneo. Posteriormente, se hace acreedor al Premio AIBAL a mejor director del año en el 2015 y, dos años más tarde, al Premio Nacional de Cultura 2017 en la categoría "Creatividad", por su aporte a las artes escénicas, la danza, la performance y a toda su producción interdisciplinaria realizada a lo largo de 30 años. Asimismo, ha sido galardonado con el Premio Iberoamericano de Coreografía en Barcelona, entre otros.